# Randy Thom
Randy Thom (Shreveport, 21 agosto 1951) è un doppiatore e progettista del suono statunitense.

## Filmografia parziale

### Doppiatore
- I Croods (2013)
- Dragon Trainer (2025)

### Progettista del suono
- La sirenetta (1989)
- Always - Per sempre (1989)
- Fuoco assassino (1991)
- Forrest Gump (1994)
- Miracolo nella 34ª strada (1994)
- Rivelazioni (1994)
- Nine Months - Imprevisti d'amore (1995)
- Jumanji (1995)
- Hercules (1997)
- Nemiche amiche (1998)
- Piovuta dal cielo (1999)
- Il gigante di ferro (1999)
- Lo scapolo d'oro (1999)
- Le verità nascoste (2000)
- Cast Away (2000)
- Harry Potter e la camera dei segreti (2002)
- Shrek 2 (2004)
- Polar Express (2004)
- Gli Incredibili - Una "normale" famiglia di supereroi (2004)
- La guerra dei mondi (2005)
- Harry Potter e il calice di fuoco (2005)
- L'era glaciale 2 - Il disgelo (2006)
- La gang del bosco (2006)
- Eragon (2006)
- Ratatouille (2007)
- Come d'incanto (2007)
- Bee Movie (2007)
- Mamma Mia! (2008)
- Madagascar 2 (2008)
- Bolt - Un eroe a quattro zampe (2008)
- L'era glaciale 3 - L'alba dei dinosauri (2009)
- A Christmas Carol (2009)
- Cattivissimo me (2010)
- I Croods (2013)
- Cattivissimo me 3 (2017)
- I Croods 2 - Una nuova era (2020)
- Super Mario Bros. - Il film (2023)